# Jogos Paralímpicos de Inverno de 2006
Os Jogos Paraolímpicos de Inverno de 2006, as IX Paraolimpíadas de Inverno, foram realizadas em Turim, na Itália, entre 10 e 19 de Março de 2006. Esta edição foi a primeira edição das Paraolímpiadas de Inverno realizadas na Itália.

## Quadro de Medalhas
| Ordem | País                | Medalha de ouro | Medalha de prata | Medalha de bronze |    |
| ----- | ------------------- | --------------- | ---------------- | ----------------- | -- |
| 1     | RUS Rússia          | 13              | 13               | 7                 | 33 |
| 2     | GER Alemanha        | 8               | 5                | 5                 | 18 |
| 3     | UKR Ucrânia         | 7               | 9                | 9                 | 25 |
| 4     | FRA França          | 7               | 2                | 6                 | 15 |
| 5     | USA Estados Unidos  | 7               | 2                | 3                 | 12 |
| 6     | CAN Canadá          | 5               | 3                | 5                 | 13 |
| 7     | AUT Áustria         | 3               | 4                | 7                 | 14 |
| 8     | JPN Japão           | 2               | 5                | 2                 | 9  |
| 9     | ITA Itália          | 2               | 2                | 4                 | 8  |
| 10    | POL Polônia         | 2               | 0                | 0                 | 2  |
| 11    | BLR Bielorrússia    | 1               | 6                | 2                 | 9  |
| 12    | NOR Noruega         | 1               | 1                | 3                 | 5  |
| 13    | AUS Austrália       | 0               | 1                | 1                 | 2  |
| 13    | ESP Espanha         | 0               | 1                | 1                 | 2  |
| 13    | SUI Suíça           | 0               | 1                | 1                 | 2  |
| 13    | SVK Eslováquia      | 0               | 1                | 1                 | 2  |
| 17    | CZE República Checa | 0               | 1                | 0                 | 1  |
| 17    | GBR Grã-Bretanha    | 0               | 1                | 0                 | 1  |
| 19    | SWE Suécia          | 0               | 0                | 1                 | 1  |

## Eventos
Os Jogos tiveram 58 finais em cinco disciplinas de quatro esportes.O número de eventos se reduziu em vigor das mudanças na classificação dos atletas.Foram 92 em Salt Lake City. O curling em cadeira de rodas fez a sua estreia Paraolímpica nestes jogos.
- Esqui Alpino
- Hóquei Sobre Trenó
- Esqui Nórdico
  - Biatlo
  - Esqui Cross Country
- Curling em cadeira de rodas

## Sedes

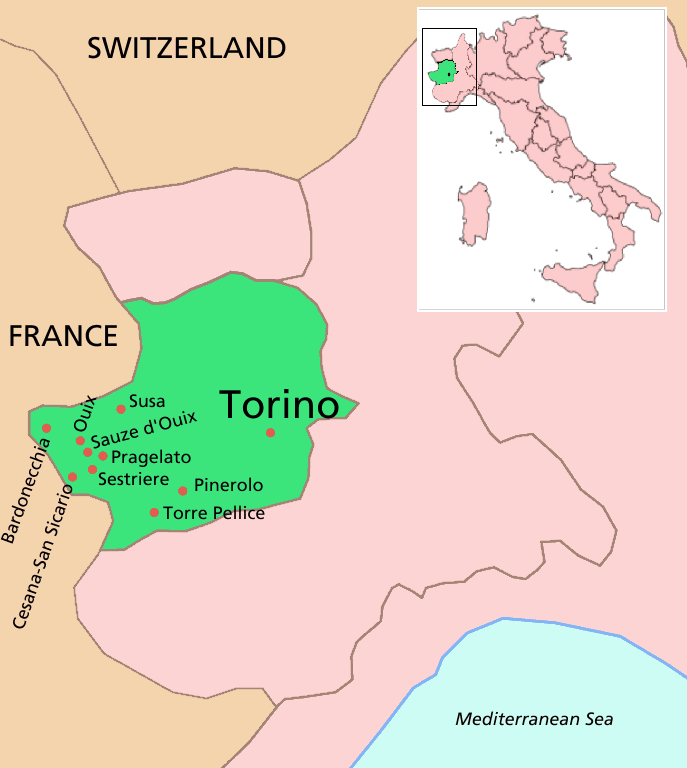
Sedes na província de Turim

Para os Jogos Paraolímpicos foram usadas as mesmas arenas dos Jogos Olímpicos de Inverno de 2006. 

### Turim
- Torino Esposizioni - Hóquei Sobre Trenó
- Estádio Olímpico de Turim - Cerimônia de Abertura
- Piazza Castello - Cerimônia de Encerramento

### Outras Localidades
- Pinerolo - Curling em Cadeira de Rodas
- Pragelato - Esqui Cross-Country e Biatlo
- Sestriere - Esqui Alpino

### Vilas Olímpicas
- Turim
- Sestriere

## Participantes
Trinta e nove Comités Paraolímpicos Nacionais (CPN's) enviaram atletas para as Paraolimpíadas de Inverno de 2006. Em relação aos Jogos Paraolímpicos de Inverno de 2002 houve um aumento de 3 países. O número entre parêntesis indica o número de participantes de cada CPN.
| - RSA África do Sul (1) - GER Alemanha (35) - AND Andorra (2) - ARM Armênia (2) - AUS Austrália (10) - AUT Áustria (25) - BLR Bielorrússia (6) - BEL Bélgica (1) - BUL Bulgária (3) - CAN Canadá (35) - CHI Chile (2) - CHN China (8) - CRO Croácia (1) - DEN Dinamarca (6) - SVK Eslováquia (17) - SLO Eslovênia (1) - ESP Espanha (9) - USA Estados Unidos (56) - FIN Finlândia (7) - FRA França (19) - GRC Grécia (1) - GBR Grã-Bretanha (20) - CZE República Checa (5) - HUN Hungria (2) - IRN Irã (1) - ITA Itália (39) - JPN Japão (40) - KAZ Cazaquistão (2) - KOR Coreia do Sul (3) - LAT Letônia (1) - MEX México (1) - MGL Mongólia (2) - NZL Nova Zelândia (2) - NOR Noruega (29) - POL Polônia (11) - RUS Rússia (29) - SWE Suécia (19) - SUI Suíça (21) - UKR Ucrânia (12) |

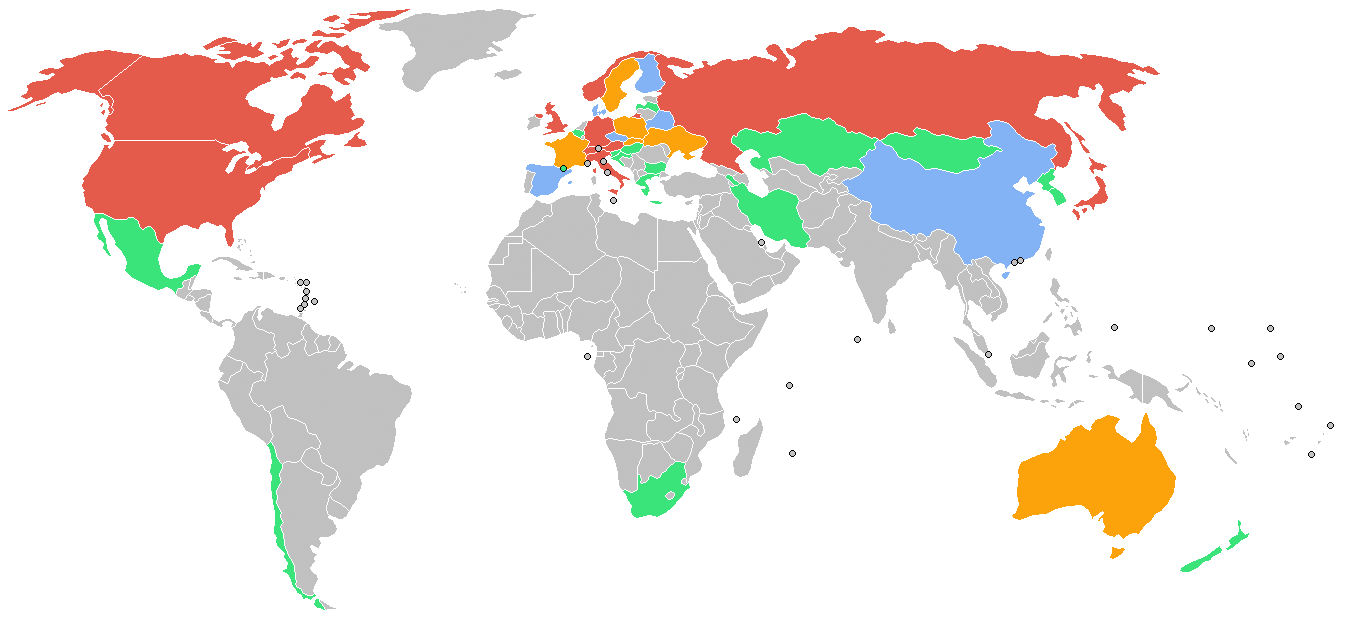
Nações Participantes. Verde: com menos de 5 atletas; azul: 5-9; laranja: 10-19; vermelho: 20 ou mais.

Um total de 486 atletas participaram nos Jogos, 385 homens e 101 mulheres. 
para Turim:
- Estónia
- Países Baixos

O México foi o único país que enviou um atleta para estes Jogos mas não para os Jogos Olímpicos de Inverno em 2006.

## Outras informações
Esta foi a segunda edição dos Jogos Paraolímpicos realizados na Itália, que já tinha sediado as primeiras Paraolímpiadas de Verão em 1960.
Esta foi a primeira edição dos Jogos a ser transmitida pela Internet,pelo Comitê Paraolímpico Internacional pelo seu site.
A mascote dos Jogos foi Aster, um floco de neve em forma de estrela com o mesmo design dos mascotes das Olimpíadas de Inverno do mesmo ano, Neve e Gliz.